# トヨタ・ハイエース
ハイエース (HIACE) は、トヨタ自動車が製造・販売するキャブオーバー型の商用車及び乗用車である。

## 概要
1967年に発売を開始した。かつてはショートホイールベース（標準ボディ）やトラックもラインナップされていたが、現在はロング、スーパーロング、ワゴン、ライトバン、コミューターのみとなっている。日産・キャラバンが長年の競合車種。
貨物車として性能が高く、宅配業を始め多くの企業で小型貨物車、社用車として広く用いられ、運転手を含めた10人乗りの特徴を活かし、送迎バス・乗合タクシー・ジャンボタクシー・ハイヤー・路線バス・コミュニティバスなど乗用・旅客輸送用、ほかに救急車・寝台車・現金輸送車・福祉車両など特種用途自動車のベース車としても利用される。
個人用途では公道を走行できないロードレーサー・モトクロッサーなど競技用オートバイ、ロードバイクやトラックレーサーなど競技用自転車、大型のラジコン飛行機やマルチコプターなど趣味の機材、を輸送するトランスポーターとして、バニングやキャンピングカーのベース車両としても使用される。
事業用・自家用共にニーズがあるため、専門の中古車店や社外品のパーツ製造・販売などが成り立ち、ハイエースのみの市場も形成されている。
中古車としての下取り価格が高く、耐久性が非常に優れているため新興国や開発途上国、テロリストなどにはトヨタ・ハイラックスおよびトヨタ・ランドクルーザーと共に需要が高い。それに関連して自動車窃盗団による日本国内での窃盗と密輸出も後を絶たず、日本損害保険協会による保険金支払い事案を対象とした調査結果で、2007年（平成19年）から7年連続で自動車盗のワースト1となったため、メーカーでも対策を行っている（後述）。

## 初代 H10系（1967年 - 1977年）
1967年2月
トヨエースの小型版として、FR方式のキャブオーバーレイアウトを持つ初代モデルのトラック発売。テールランプはリフレクター込み3色コンビネーションタイプである。エンジンはコロナと同じ1.3Lの3P型であるが、コロナの70psに対し、ハイエースでは低回転域のトルクを重視した56ps仕様となっている。
1967年10月
ワンボックスボディのワゴンを追加。エンジンはコロナと同じ1.5L・77psの2R型のみで、9人乗りのワゴンのみ。全幅以外の外寸とホイールベースは以後の4代目とほぼ同じ。ワゴンのリアドアはスライド式ではなく、ヒンジ式。
1968年4月
スライドドアを持つ6人乗りのデリバリーバンを追加。定員は前席3名・後席3名の2列シートで、最大積載量は850キログラム。左のみのリアドアは前述のとおりスライド式で、バックドアは跳ね上げ式とドロップゲート（あおり）を組み合わせた上下2分割式となる。
1969年2月
ホイールベースとリヤのオーバーハングを延ばした15人乗りと、先に発売されたワゴンをベースにした、4列シートの12人乗りのコミューターシリーズ（2ナンバー登録のマイクロバス）を追加。
1970年
安全対策を中心としたマイナーチェンジを行う。
1971年2月
マイナーチェンジでフロントグリルのデザインが変更（3分割→一体化）され、屋根にプレスのリブが付いた。このマイナーチェンジに伴い、テールランプはトラックが後に登場するY10系トヨエースと共通化に、ワンボックスが前期型では独立していた後退灯をコンビネーションランプと一体化されたデザインとなる。ワゴン、コミューターの1.5Lは、コロナと同様の1.6L、12R型に変更。ワゴンに1.3L搭載車追加。
1971年4月
コミューターのロングボディをベースにした救急車を、トヨタ・救急車（RH18V）として発売（Ambulanceのエンブレムを付した）。エンジンは2.0L・98psの5R型を搭載。スペースユーティリティに優れることから、以後はクラウンベースのトヨタ・救急車の代替を行った。
1971年11月
シリーズ初の1ナンバー登録車でもある、コミューターと同じホイールベースのロングバンを追加。
1972年10月
マイナーチェンジでフロントグリルのTOYOTAマークが右側のヘッドライト上に移動と同時にグリルのデザイン変更。バンに右側スライドドア装備の5ドアを設定。
1975年10月
最後の小変更で昭和50年排出ガス規制に適合。ワゴン廃止。1.3Lエンジン搭載車を廃止し、代わりに1.8L・95psの16Rエンジン搭載車を追加。バンのフロントドア以降を380mm伸ばしたロングバンを追加。タイヤ&ホイールは全車13インチから14インチにアップ。

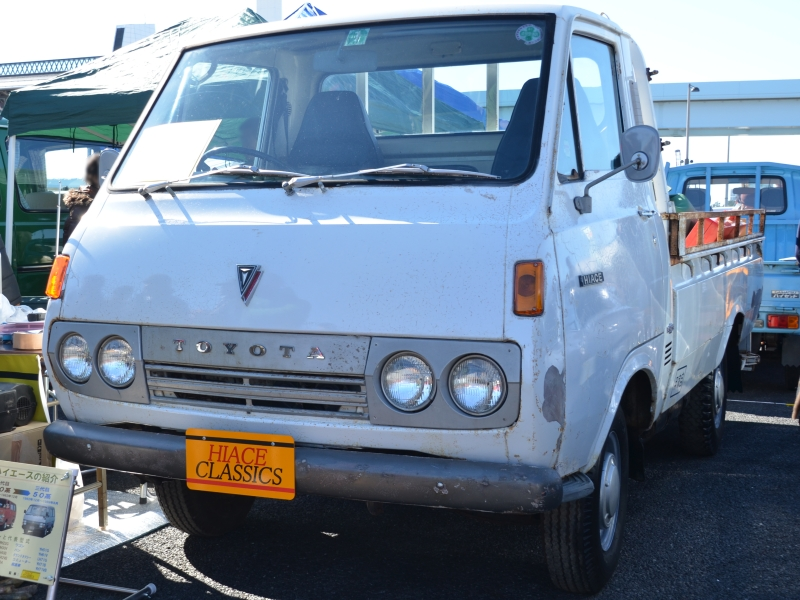
トラック

## 2代目 H20 - 40系（1977年 - 1985年）

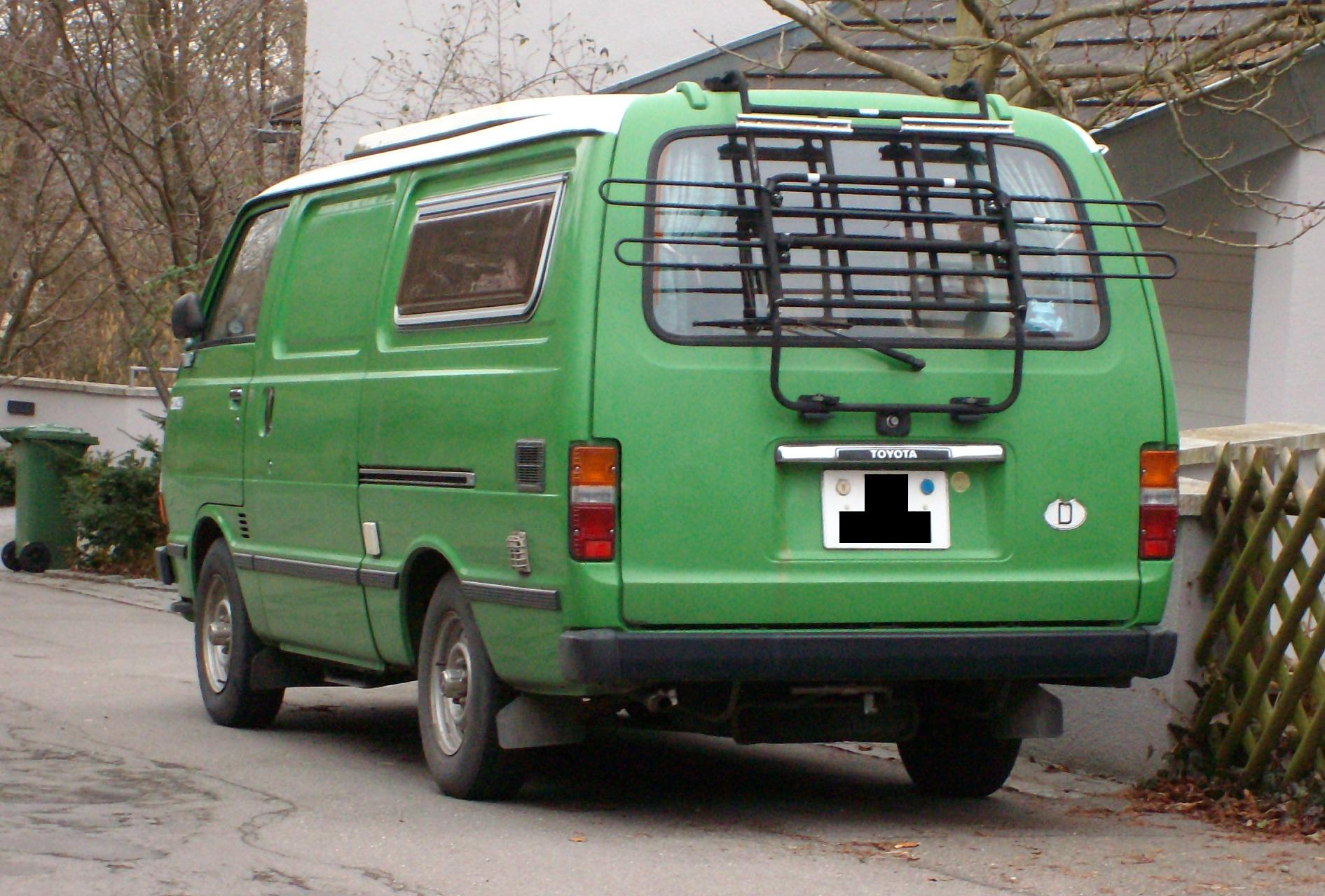
バン（リア）
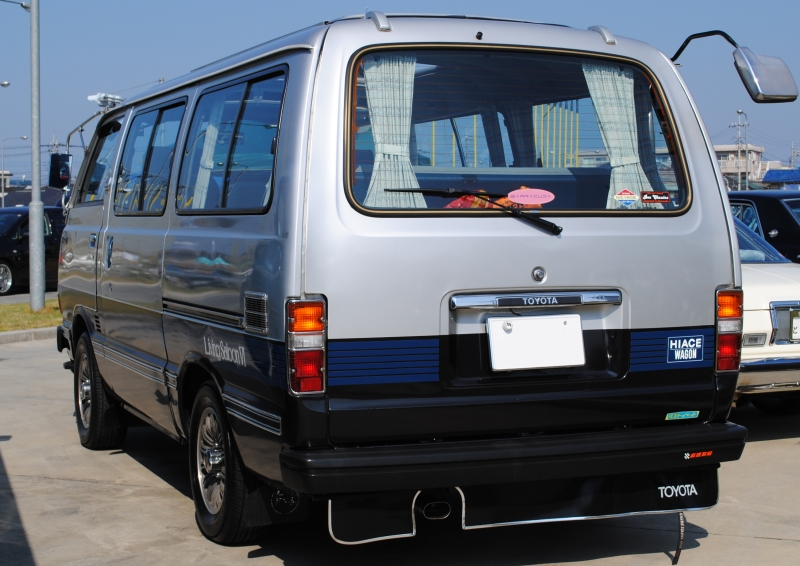
ワゴン（リア）
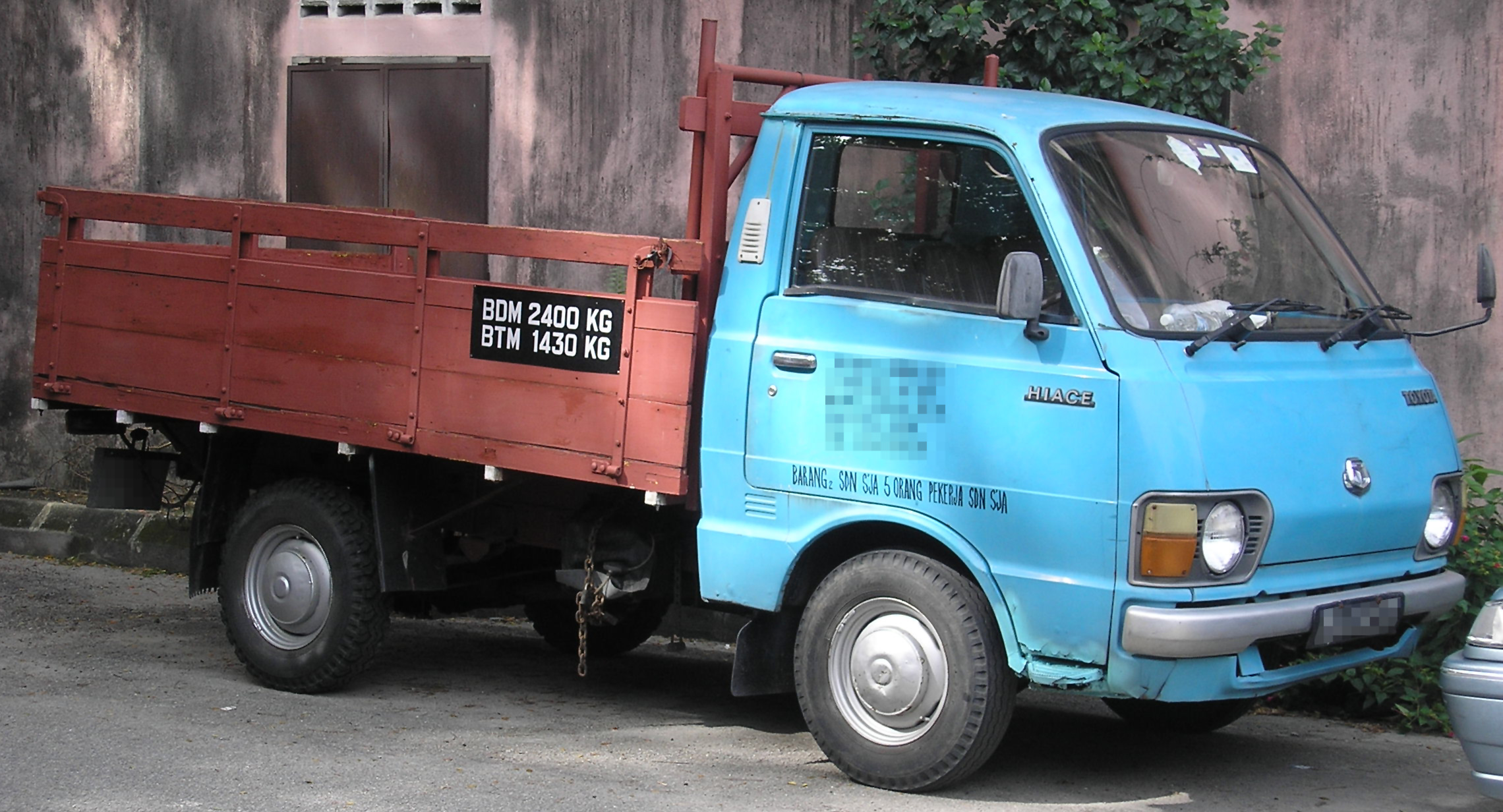
トラック（前期型）
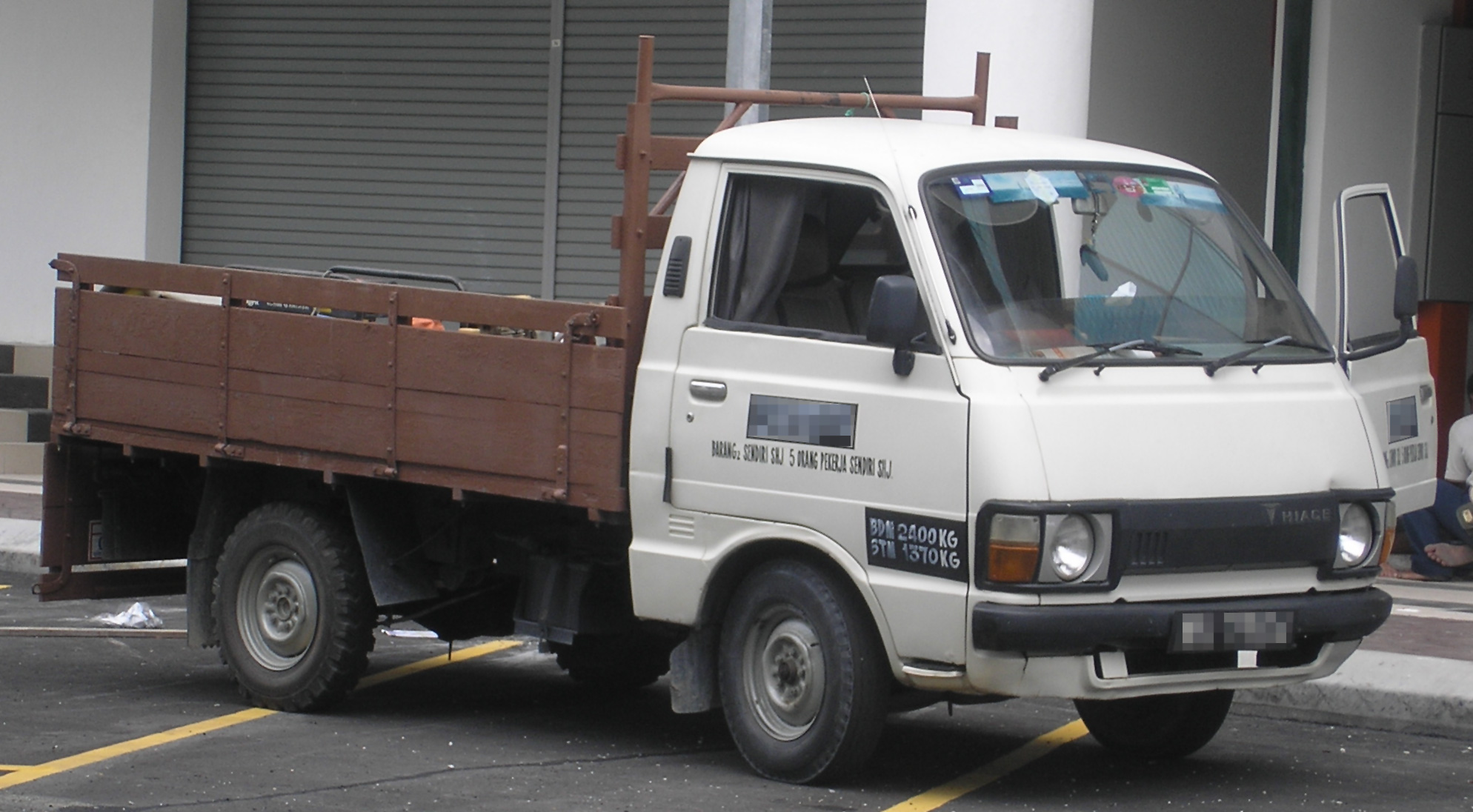
トラック（後期型）

1977年2月
2代目にフルモデルチェンジ。当初はバン、コミューター、トラックのラインナップ。ヘッドランプが丸型4灯から丸型2灯に変更された。
バンには3種類のホイールベースを設定。コミューターと呼ばれる2ナンバー登録のマイクロバス（12・15人乗り）は、標準・ロング・スーパーロング3種類のホイールベースがあった。スーパーロングの救急車仕様はトヨタ・救急車として引き続き設定。
全車に助手席パワーウインドウがオプション設定されており、運転席側のスイッチから操作可能だが運転席の窓自体は手動式。
トラックの荷台部分はH10系からの流用。高床デッキの荷台が延長され、新たにジャストローが設定された。設定当初のジャストローのリヤタイヤはダブルタイヤではなく、高床モデルをベースに標準のバイアスタイヤよりタイヤ径の小さいラジアルタイヤを装着し、荷台をやや下げて架装したモデルである。
1977年4月
ワゴン（C-RH22G型）を追加。当初9人乗りカスタム・デラックス・スタンダード・10人乗りデラックスをラインナップ。
1979年3月
ワゴンのエンジンを1,968 ccの18R-U型から1,972 ccの21R-U型へ変更し、昭和53年排出ガス規制に適合。
1979年7月
オイルショックの影響で、バンに2,200 ccディーゼルエンジンを追加（初）。ライバルの日産・キャラバンは前年5月に2,200 ccディーゼルエンジンを初設定している。
1979年12月
マイナーチェンジ。ワゴンにスーパーカスタムを追加。メーターパネルの一新とベンチレーター・ヒーター操作パネルに透過照明を追加。ディーゼルエンジンを全車に拡大採用すると共に、マニュアルトランスミッションをオーバードライブ付き5速へ変更。
1980年6月
ワゴンスーパーカスタムをベースにしたビスタ店向け特別仕様車ビスタエディション発売。
1980年12月
マイナーチェンジ。前後のパンパーが大型化され、ワゴンのヘッドランプを規格型の角型2灯に変更。同時にスーパーカスタムに電動サンルーフを設定。バンに上級グレードのGLを追加。吊り下げ式クーラー
に代わり、トラックを除く全車（トラックは1985年のモデルチェンジまで吊り下げ式クーラーを継続）にエアコンがオプション設定される。ワゴンのディーゼル車にオーバードライブ付き4速オートマチックトランスミッションを設定。ワゴンのガソリン車はMTを4速から5速へ変更。
1982年11月
バン/ワゴンがH50系にフルモデルチェンジしたが、トラックは継続生産し、フロントグリルを変更した。
1985年8月
トラックをH80/90系にフルモデルチェンジしたが、トヨエースG15とダイナ100（Y50/60系）の姉妹車となり、H50系と異なる車種となり、バン/コミューター/ワゴンと設計が共通なのはこの代が最後となった。
- バン（リア）
- ワゴン（リア）
- トラック（前期型）
- トラック（後期型）

## 3代目 H50系（1982年 - 1989年）/トラックH80/90系（1985年 - 1995年）
1982年12月
発表（発売は1983年1月から）。トラックは従来型をマイナーチェンジのうえ、継続生産される（RH24/LH24型。1985年8月まで）。「LASRE」と名づけられた新開発の3Y型ガソリンと、従来型から引き継がれたL型ディーゼルを搭載。ワゴンの最上級グレードは「スーパーカスタム・サン&ムーンルーフ」であった。ガソリンエンジンにも4速ATが設定され、スーパーカスタム以上はフロアシフトが採用された。
バンにジャストローと呼ばれる、後輪に小径ダブルタイヤを装着した（前輪・14インチシングル / 後輪・12インチダブル）平床フロアが設定された。
型式は標準がH5#系、ロングがH6#系、スーパーロングがH7#系。
1984年1月
ワゴンのディーゼルエンジンをレーザー2L型に変更した。のちにバンにもレーザー2L型ディーゼルが搭載された。
1985年8月
マイナーチェンジ。フェイスリフトを施し、サードシートにパワーリクライニング機能及びセカンドキャプテンシートの7人乗りワゴンの最上級グレード「スーパーカスタムリミテッド」を追加。スーパーカスタム・サン&ムーンルーフ以上にレーザー2L-T型ターボディーゼル車を設定した。バン、コミューター、救急車のヘッドランプを丸形2灯から規格型の角形2灯へ変更した。
同時にトラックをフルモデルチェンジ。同年5月、先行してトヨエースG15とダイナ初の1トン積みクラスとなるダイナ100（Y50/60系）が発表され、これにハイエーストラックが加わり三つ子車となった。ハイエーストラックのみH80/90系の独自型式が与えられており、H50系バン/コミューター/ワゴンとは全く別の車種となっている。フロントグリルも他の2車とは異なり、ヘッドランプは規格型の角型2灯式となっている。これらは2トン積みクラスのダイナ200、トヨエース G25とキャブを共用しているが、フレーム、サスペンション、ホーシング、デフなどは、全て一回り小ぶりで、容量の小さいものとなっている。高床が廃止され、平床デッキ車はすべて低床タイプとなりシングルジャストロー・ジャストローに加え、リアタイヤに扁平シングルタイヤを装着したスーパーシングルジャストローが追加された。
1987年8月
ワゴン系をマイナーチェンジ。この時期、次世代にあたるH100系の開発が佳境であり、顧客の100系への移行を妨げないよう、100系に通ずるデザインの異形ヘッドランプの採用（カスタム以上）となった。ワゴン スーパーカスタム及びバンのほぼ全グレードに4WDを設定した。4WDのエンジンはワゴンがレーザー3Y型、バンがレーザー2L型ディーゼルであった。バンに中期型ワゴンと同じ顔を持ちハイグレードなインテリアを持つ最上級グレード「スーパーGL」を追加。4WDは5MTのみ。同年、トラックのフロントグリルが変更され、姉妹車のトヨエース G15とダイナ100に近い顔つきとなった。
1988年
トラックのドアガラスを2分割から1枚へ変更。
1989年8月
バンとワゴン系はH100系にフルモデルチェンジしたがトラックはH80/90系を継続した。トラックのディーゼル車は平成元年排出ガス規制に適合。
1991年
トラックのバンパーと、ステップやドア裾の泥汚れを抑えるコーナーベーン（キャブ角の整流板）がボディ同色となる。
1995年5月
トラックをY100系にフルモデルチェンジ。
南アフリカ共和国では、2.2Lガソリンエンジンの4Y-EU型を搭載し、2007年まで生産された。

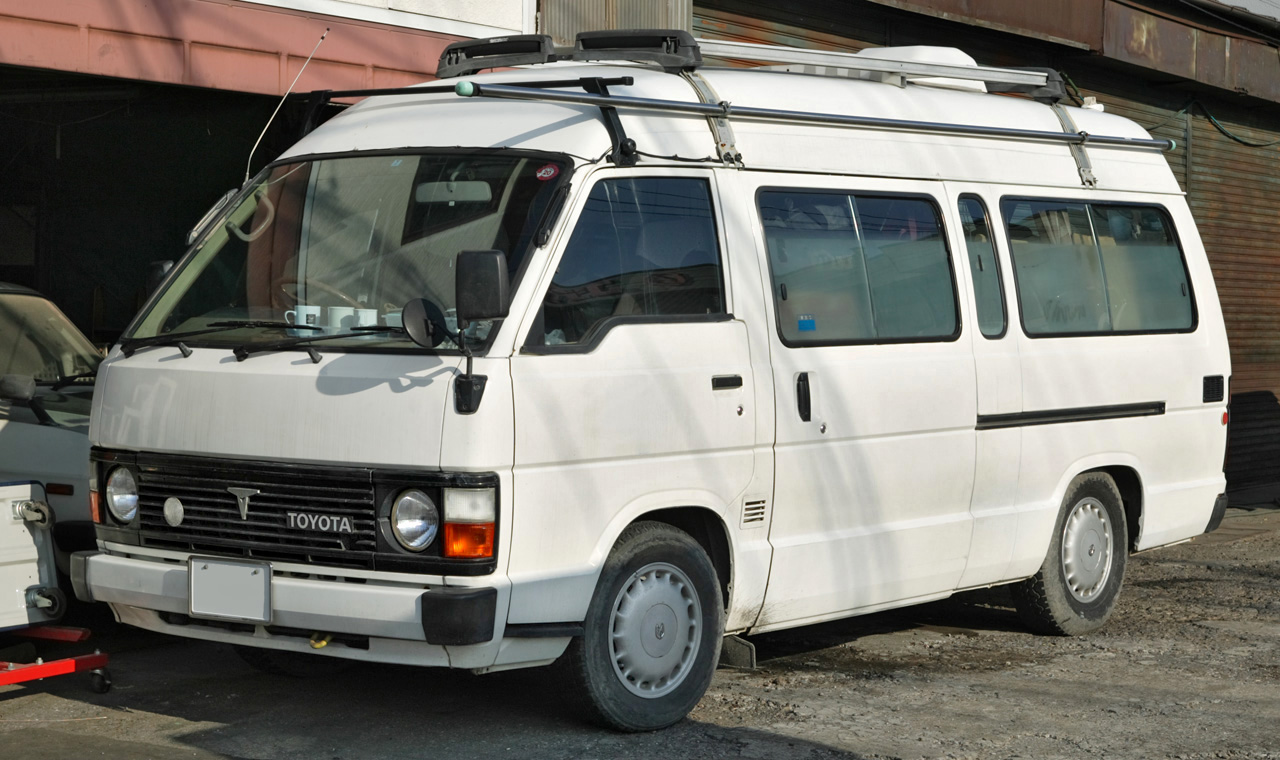
トヨタ・救急車前期型 コミューターとスーパーロングハイルーフもほぼ同様の外観
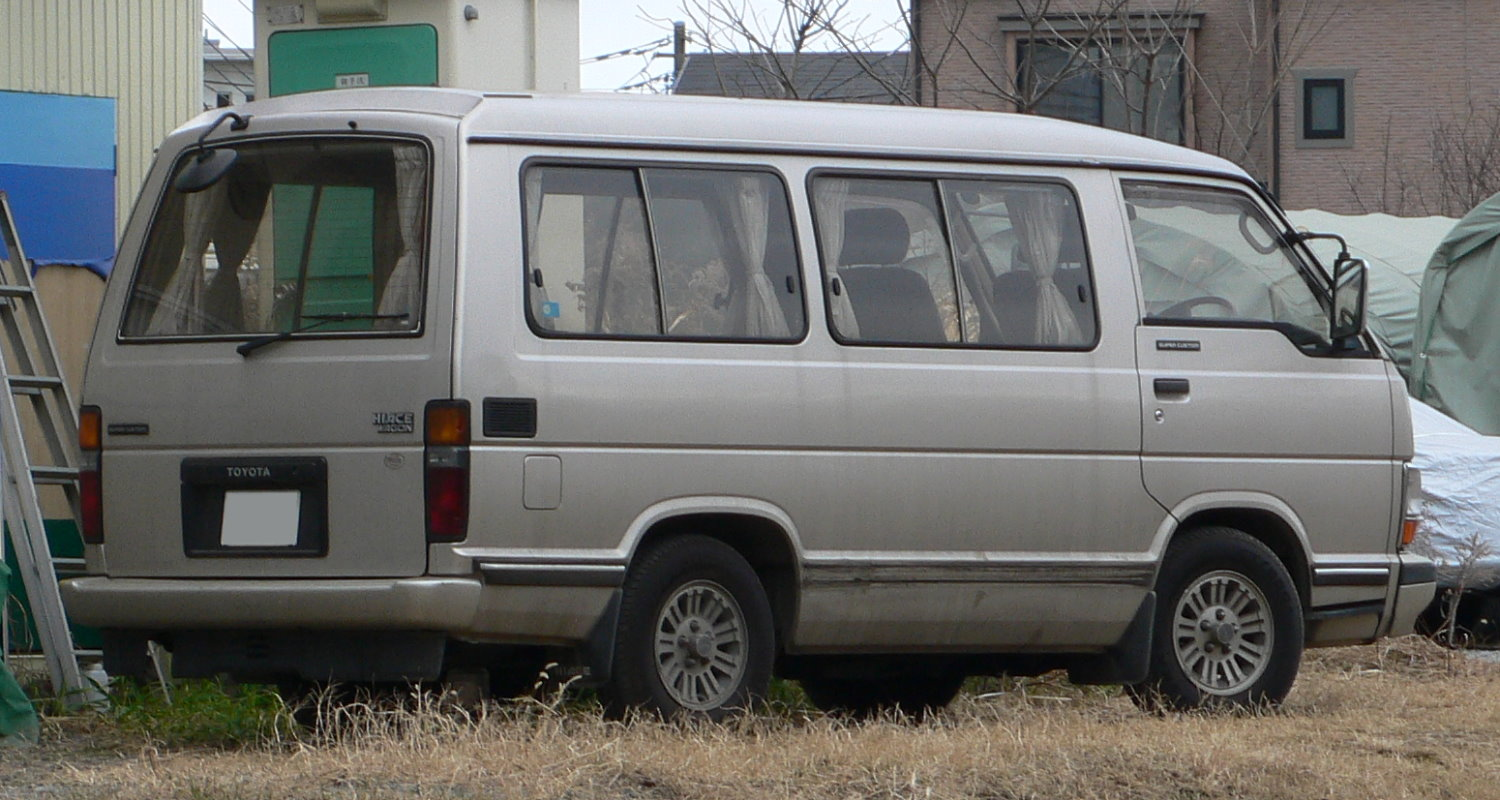
ワゴン後期型 リア
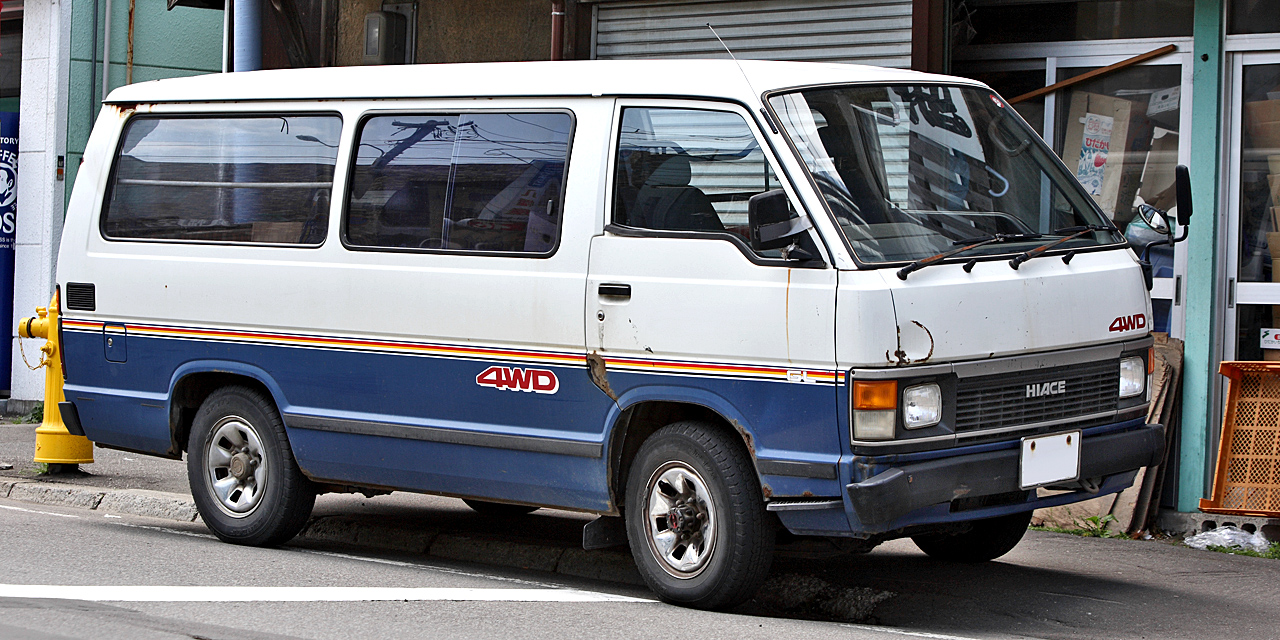
バン後期型ロング GL 4WD
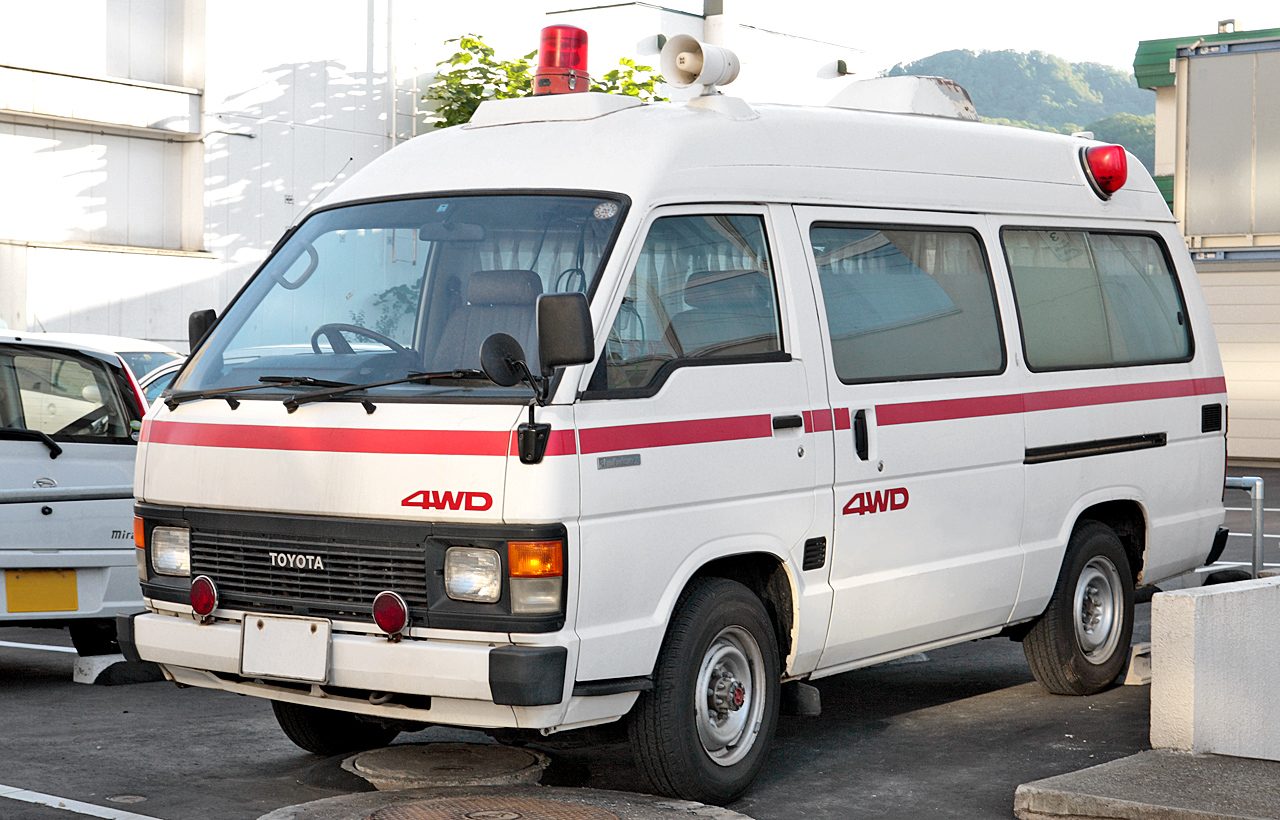
トヨタ・救急車後期型4WD こちらはロングハイルーフと同じ車体
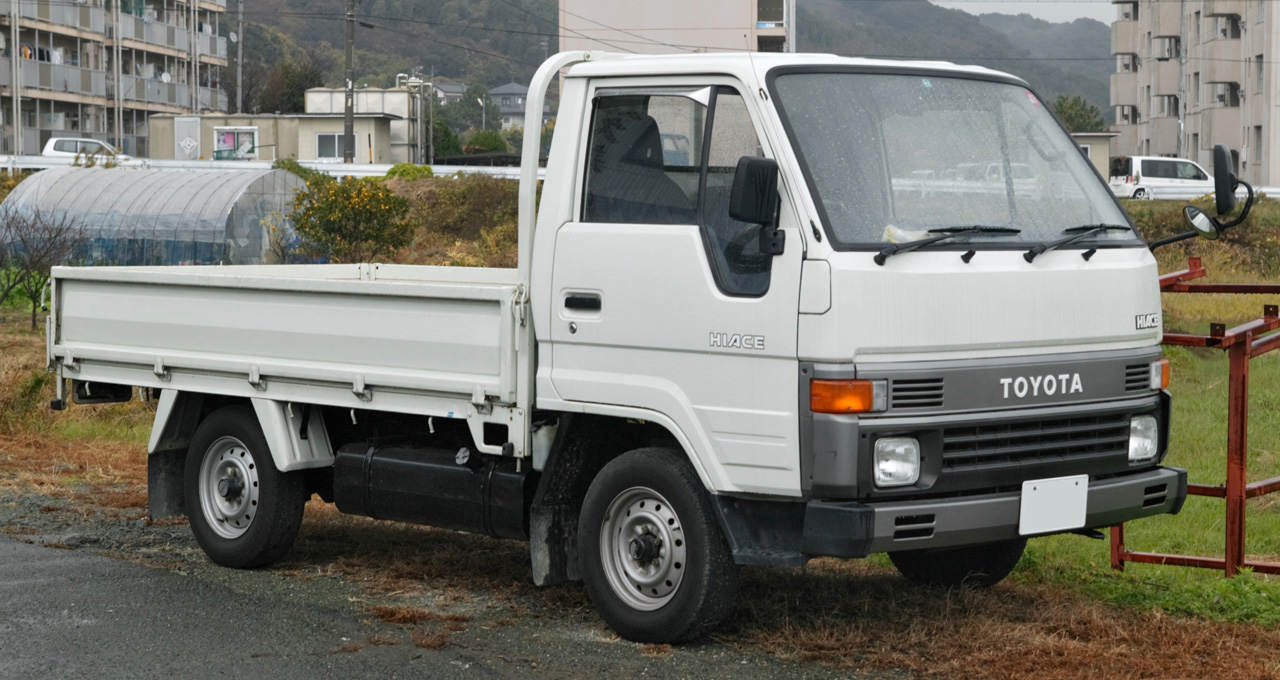
H80系トラック中期型 シングル ジャストロー
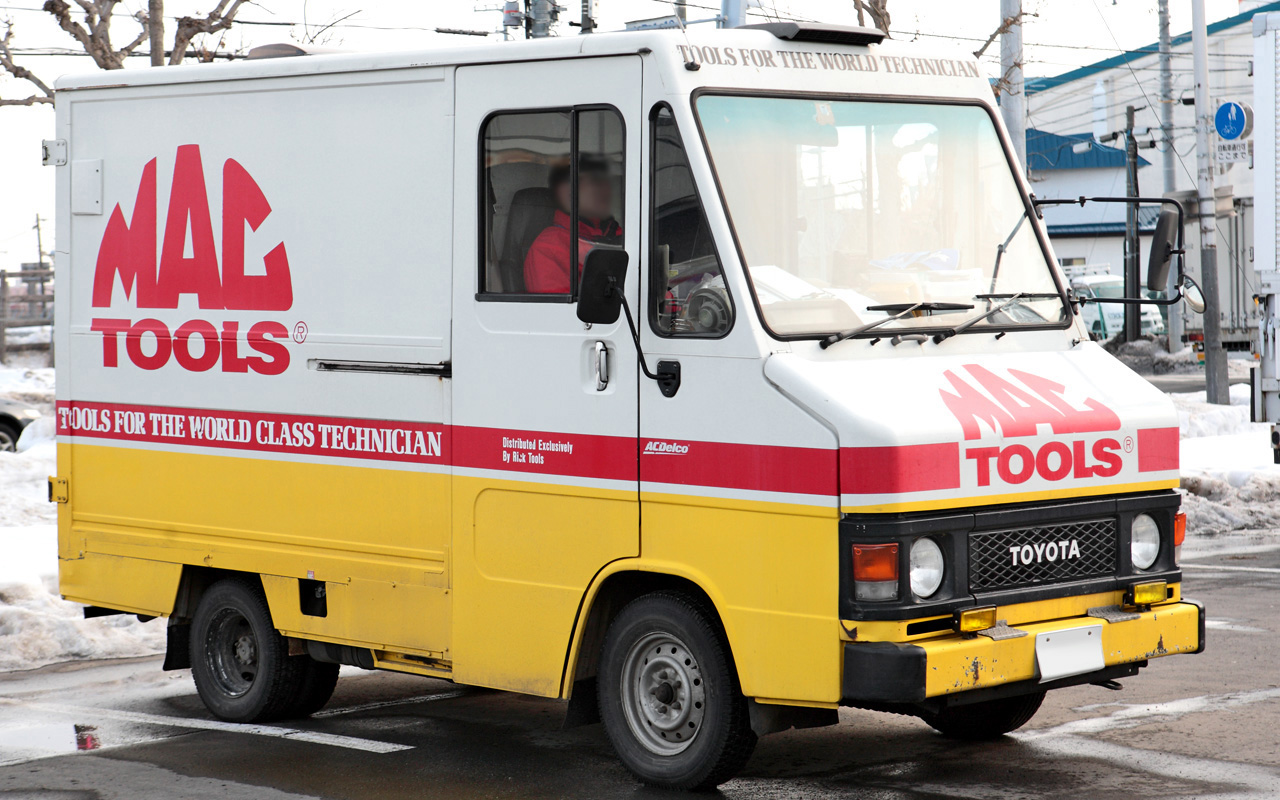
H80系 クイックデリバリー

## 4代目 H100系（1989年 - 2004年）/トラックY100系（1995年 - 2001年）

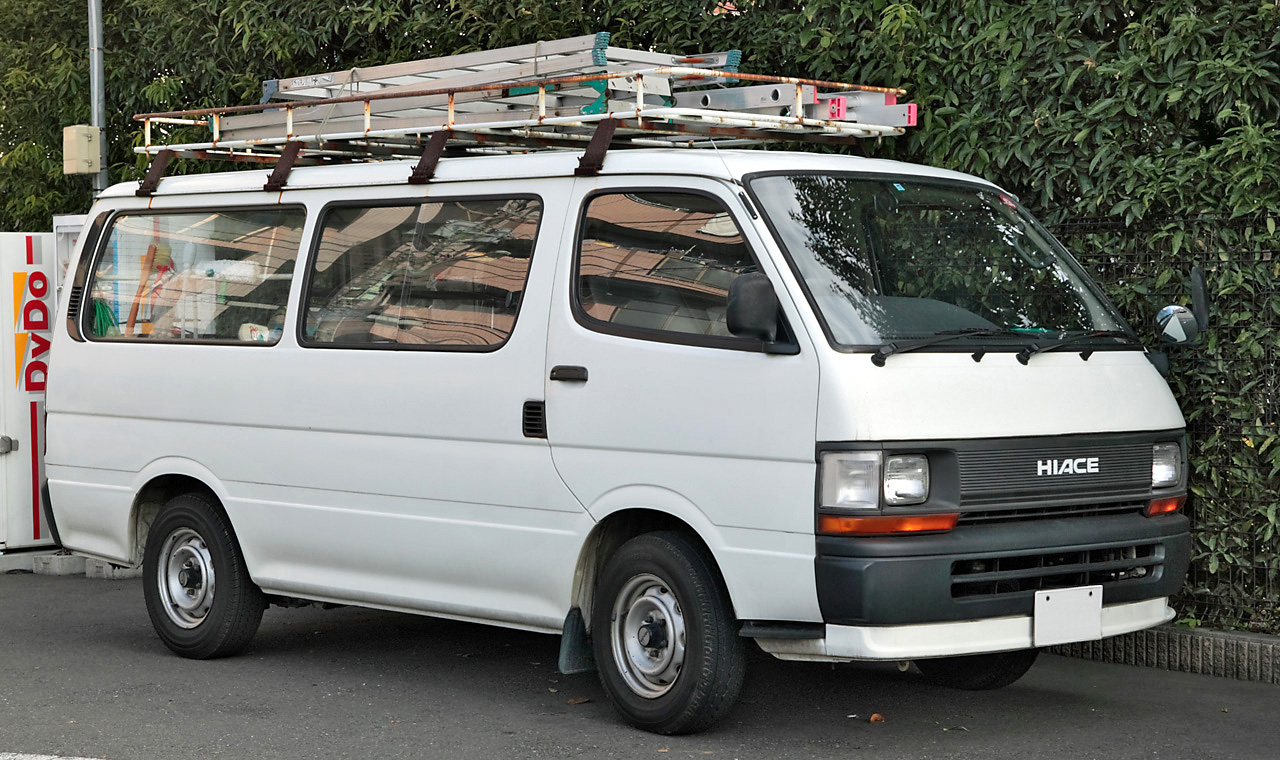
バン ロング DX
前期モデル （1989年～1993年）

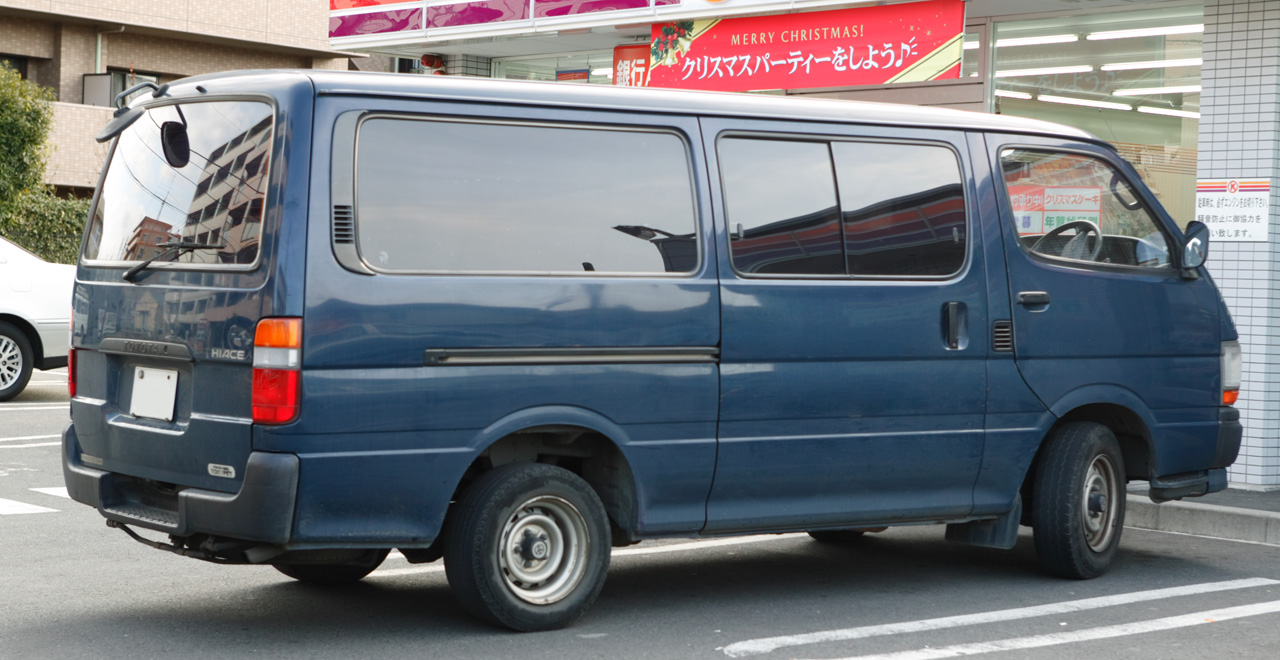
バン ロング DX ジャストロー
後期モデル （1998年～2004年）

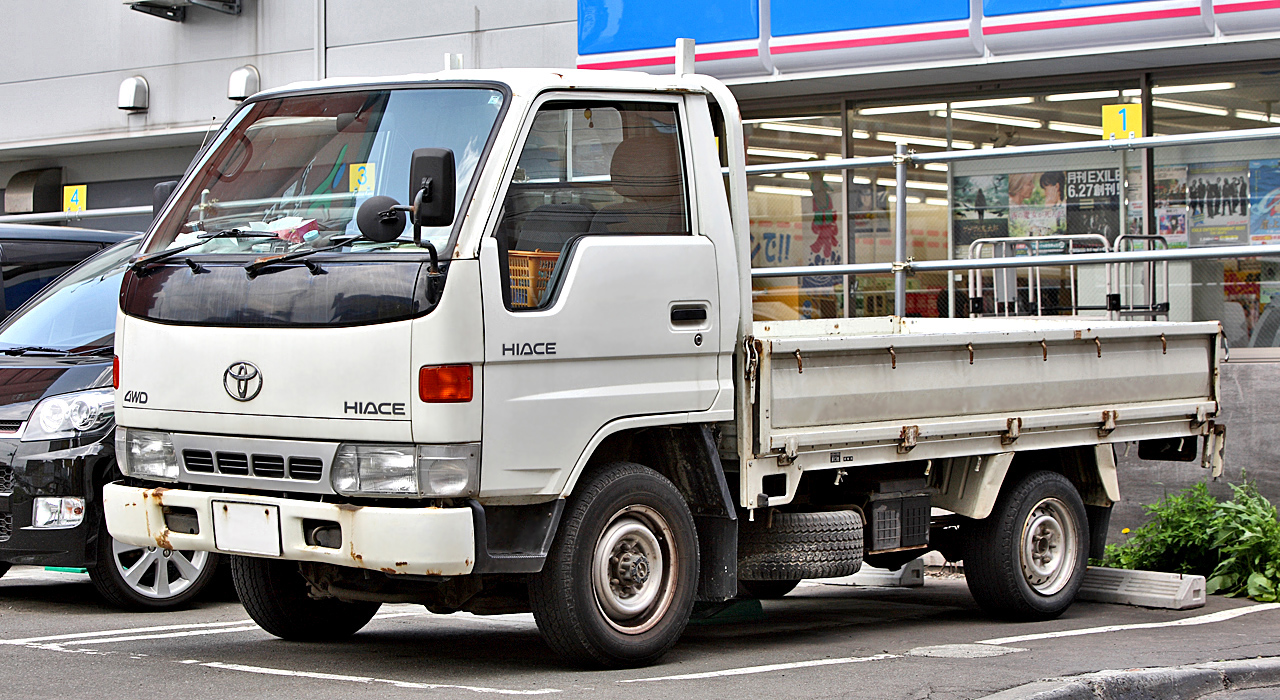
トラック
スーパーシングルジャストロー 4WD

1989年8月14日
4代目へフルモデルチェンジ。2・3代目では燃料給油口が従来の右にあったのが初代同様の左に変わった。全車フロアシフトとなり、パーキングブレーキもダッシュボード下のステッキ型から、前席間のフロアへ移設され、グリップ頂部にロック解除ボタンを持つレバー型に変更された。エンジンの再編も行われ、2.0Lガソリンエンジンは従来の3Y型から新開発の1RZ-E（バン・コミューターは1RZ）型に変更。新たに2.4Lガソリンエンジンの2RZ-E型も追加される。4WD車はガソリンエンジンを廃止し、2.8Lディーゼルエンジンの3L型に統一する。
同時にワゴンには「高級ワンボックス」としての風格をより高める内外装や装備が与えられ、最上級グレード「スーパーカスタムリミテッド」の内装は当時のマークIIやクラウンなどを思わせる豪華絢爛なものとなり、価格帯の上昇により収益性が一段と高まった。この代から一部グレードにパワースライドドアが設定された。
バンのジャストローは、後輪が小径ダブルタイヤからシングルタイヤに変更。
デビュー時のボディカラーは、ホワイトパールとゴールドのツートンの「クリスタルパールトーニング」（スーパーカスタムリミテッド専用色）・白とグリニッシュシルバーのツートンの「スプラッシュウェーブトーニング」・レッドマイカと茶色のツートンの「マジェスティトーニング」
・シルバーとグレーのツートンの「シャドーストリームトーニング」（この3色のツートンはスーパーカスタム専用）・グレイッシュブルーマイカ・ライトブラウンメタリック・ライトブルーメタリック・ライトグリーンメタリック（カスタム専用色）・DX専用の各3色、ディープブルー・ベージュ・ホワイトが設定された。
1990年10月
スーパーカスタムリミテッドに4WDが追加される。専用外板色としてホワイトパールマイカが選べた。同時に、1年車検の煩わしさを嫌うユーザー向けに、バン内装のSW（スイッチワゴン）をディーゼル2WD・MTのみの設定で追加。2L-Tエンジンは電子制御式スピル弁を持つ2L-TEに変更。オプションにワイヤレスドアロックを追加。
1992年5月

ハイエースベースの高規格救急車トヨタ・ハイメディック発売。エンジンはハイエースに本来設定の無い初代セルシオ用、V型8気筒エンジン (1UZ-FE) が搭載される。同時にワゴンを一部改良し、後部座席のシートベルトを3点式に変更、ハイマウントストップランプを採用するなど安全面の強化、並びにリビングサルーンEXを追加。
1993年8月
マイナーチェンジ。フェイスリフトならびにワゴンのリアコンビランプとリアガーニッシュのデザインを変更。このマイナーチェンジよりワゴンDXは、バン・コミューター用から、ワゴン用のフェイスになる。同時にバン・コミューターのヘッドランプをシールドビームから球換え式のH4ハロゲンランプに変更。車両正面にあったハイエースのエンブレムが廃止され、トヨタのCIマークに変更。
4WDの方式が、それまでハイラックス系のトランスファーを流用したパートタイム式から、センターデフロック、副変速機を持たないフルタイム式へ変更され、フロントハブもマニュアルフリーハブから直結になる。切り替えの煩わしさは無くなったが、悪路走破性は落ちた。
2.0Lガソリンエンジン（バン・コミューター）は、キャブレター式燃料供給の1RZ型から、電子制御式燃料噴射 (EFI) の1RZ-E型（ワゴンはモデルチェンジ時から搭載）に変更。トルク不足とトラブルの多さに悩まされ続けた2.4Lディーゼルエンジンの2L-TE型に代わり、L系をベースとしながらも、アルミ製シリンダーヘッドを持った3.0Lディーゼルターボエンジンの1KZ-TE型を新設。それまでのワゴンは2WDが2L-TE型、低回転域のトルクが必要な4WDには2.8Lの3L型が設定されていたが、2WD・4WD共に1KZ-TE型となった。バン・コミューターのディーゼルエンジンは3L型に統一された。エンジンの変更に伴い、バン・コミューターのガソリン車とワゴンのディーゼル車は平成4年規制に適合。ワゴンSWとスーパーカスタムリミテッドの熱反射ガラスの設定は廃止。ワゴンのサスペンションに上下感応TEMSを採用、運転席エアバッグのオプション設定追加、エアコンの冷媒を代替フロンに変更するなど、装備面でも改良が図られている。
1994年8月
一部改良。スーパーカスタムリミテッドに10スピーカーオーディオを、スーパーカスタムに電動格納式ドアミラー標準装備化。ABSのオプション設定も追加された。
1995年5月
トラックをフルモデルチェンジ。ダイナ・トヨエースの1t積と共通の（エンジンは3L/3Y型）Y100系の型式を与えられる。本型式もH80/90系の場合と同様、他の2車とキャブも共用する。フロントグリルと1t積のみのラインナップ以外は2車とすべて共通）。
1995年8月
一部改良。ワゴンの1RZ-Eエンジン車が廃止される。ワゴンDXにAT車を追加。バン・コミューターは2WD車のホイール形状を変更、4WD車を全車フルタイム化。全ディーゼル車を平成6年短期規制に適合。
1996年8月6日
ワゴンマイナーチェンジ。フェイスリフトの他、運転席・助手席エアバッグ、ABSを標準装備する。9人乗りカスタムは廃止。スーパーカスタムにオートエアコン等装備のスーパーカスタムGが新設定。特別仕様車「クラブフィールド」を設定する。
バン・コミューターおよび救急車は一部改良し、全車最大積載量を1250kgに増量並びにガソリン車を平成7年規制に適合（排ガス規制はコミューターも同様）。バン・コミューターは2WD車のホイール形状及びハブボルトの本数（5穴→6穴）を変更。バンGLはグレードではなくDX"GL"パッケージとなる。スーパーGLにはタコメーターが標準装備され、電動格納式ドアミラーをオプション設定した。トラックが1年程で生産中止となる。3L型エンジンのAT車は継続生産。
1998年8月6日
バン・コミューターを中心としたマイナーチェンジ。バンパー下部のエプロンがバンパー一体式になると同時にフロントグリルのデザイン変更する。バン・コミューターのガソリン車は平成10年アイドリング規制に、ディーゼル車はエンジンを3.0Lの5L型へ変更し、平成9年長期規制に適合。スーパーGLはシート地を変更すると共に運転席エアバッグ・ABSを標準装備化、新たにガソリン2WD車（ATのみ）が追加する。運転席エアバッグ・ABSはその他のグレードにはオプションとして設定。助手席エアバッグもオプションに追加する。ワゴンはDXを除き、助手席からも集中ドアロック操作が可能になる。救急車を一部改良した。
1999年7月5日
ワゴンをマイナーチェンジするとともに、バン・コミューター一部改良。ワゴンはガソリン車は平成10年アイドリング規制に、ディーゼル車はエンジンにインタークーラーを採用、並びに平成10年規制に適合。フロント部分を50mm延長し、マルチリフレクター式ヘッドランプ、新デザインのフロントグリルなどを採用して高級感を高めた。車両正面のハイエースのエンブレムが6年ぶりに復活した。内装はインパネを変更し、新たにオプティトロンメーターと、アクセサリーコンセントを設定。MT車は国内ラインナップから廃止。専用外板色などを採用した特別仕様車「リビングサルーンEX」を設定した。
バンは、今回の改良を機会としてビスタ店系列での名称をレジアスエースに変更。これにより、この時点でハイエースはトヨペット店専売となった。
2000年12月1日
バン一部改良。スーパーロングバン及びコミューターに2.4Lガソリンエンジン・2RZ-E型を追加。従来の2Lガソリン車のラインアップを11タイプ拡大した。ガソリン車のラインアップを従来の18タイプから31タイプとした。
福祉車両にカラードバンパーやカラードラジエーターグリルを標準装着した上級タイプ車「タイプVII」を追加設定し、全車に後部ドアの開閉を補助する「バックドアイージークローザー」を標準装備し、車椅子用3点式シートベルトに調整可能アンカーを装備するなど機能性・安全性の向上を図った。
2001年8月3日
バン一部改良。スーパーGLのステアリングがワゴン用になり、スーパーGLより若干装備が落とされたスーパーGL-Eを追加。同グレードには5ドアも設定されていた。標準タイプスーパーGLに新車体色を設定するとともに、バックドアガーニッシュの採用やシート表皮を変更するなどして、質感を向上した。ハイルーフのみの設定であった日本RV協会 (JRVA) 加盟ビルダー向けの“キャンパーベース・スーパーロング”にロールーフが追加し、2004年まで発売した。トラックAT車が終売してトラックがラインナップから消滅した。
2002年8月
一部改良。アルファードの登場に伴い、ワゴンのガソリン車を廃止。3.0Lディーゼルエンジン搭載車にエンジンアンダーカバーや吸音材を追加、最新の車外騒音規制をクリアした。全ディーゼル車は同年10月に施行された自動車Nox・PM法に適合しないため、特定地域内での購入ができなくなった。
装備ではスーパーGLには、アンサーバック機能を備えたワイヤレスドアロックリモートコントロールを採用して利便性の向上を図った。福祉車両のウェルキャブ車いす仕様車はデュアルエアコンを標準装備したほか、10人乗りのタイプVIIIを追加設定した。
2003年7月22日
一部改良。バン・コミューターのガソリンエンジンが、新開発の1TR-FEに変更され、出力性能を向上させるとともに環境性能を高め、平成13年規制に適合と同時に良-低排出ガス認定（☆）を受ける。これにより一時ストップしていた販売が再開。自動変速装置に電子制御式 (ECT) を採用、滑らかな変速も実現した。車両後部ガラスのVVT-iステッカーと低排出ガス車認定ステッカーが外見上の識別となる。200系へのモデルチェンジにより、わずか1年ほどの販売期間であった。
このモデルのバンのBピラー以降のデザインがダイハツ・デルタ、トヨタ・ダイナ、トヨタ・トヨエース、日野・デュトロそれぞれのルートバン（いずれも2トン積）に流用されている。側面の引き違い窓は2002年（平成14年）発売のプレジャーボート、PONAM-26Lに流用されている。

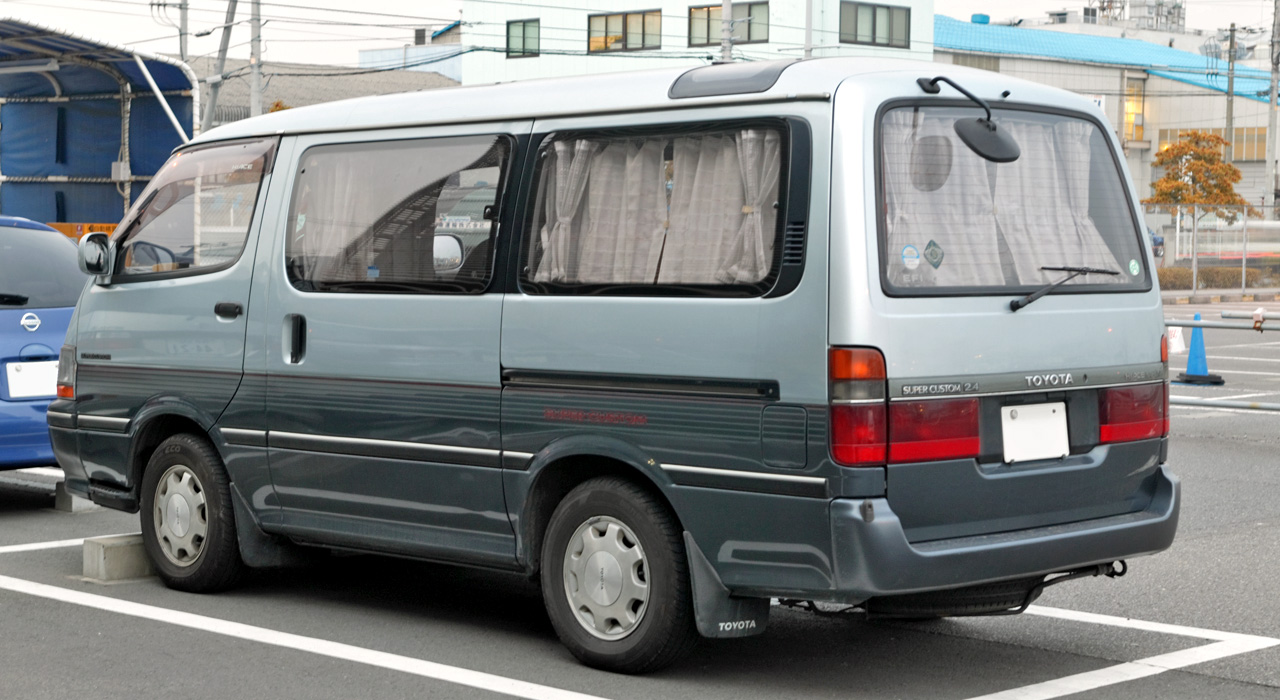
ワゴン 標準ボディ スーパーカスタム トリプルムーンルーフ 前期モデル （1989年～1993年）
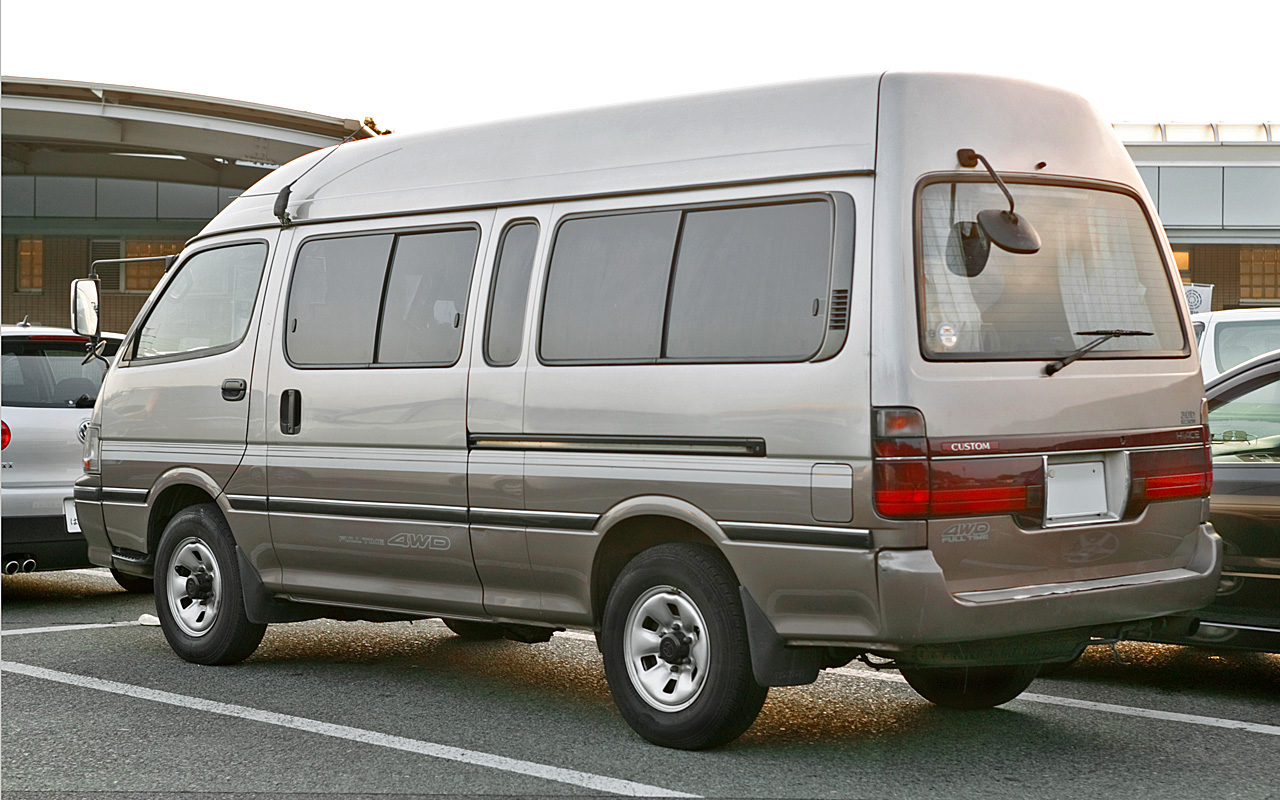
ワゴン スーパーロング グランドキャビン 4WD 中期モデル（1993年～1996年）
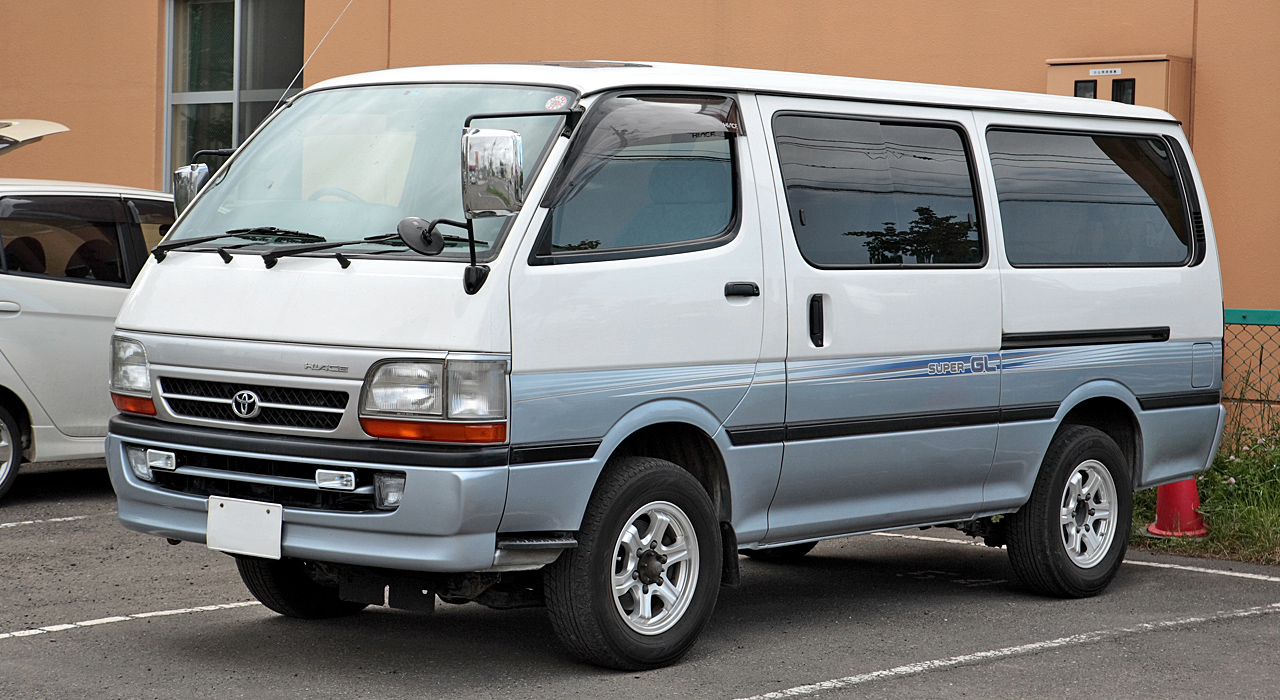
バン ロング スーパーGL 4WD 後期モデル （1998年～2004年）
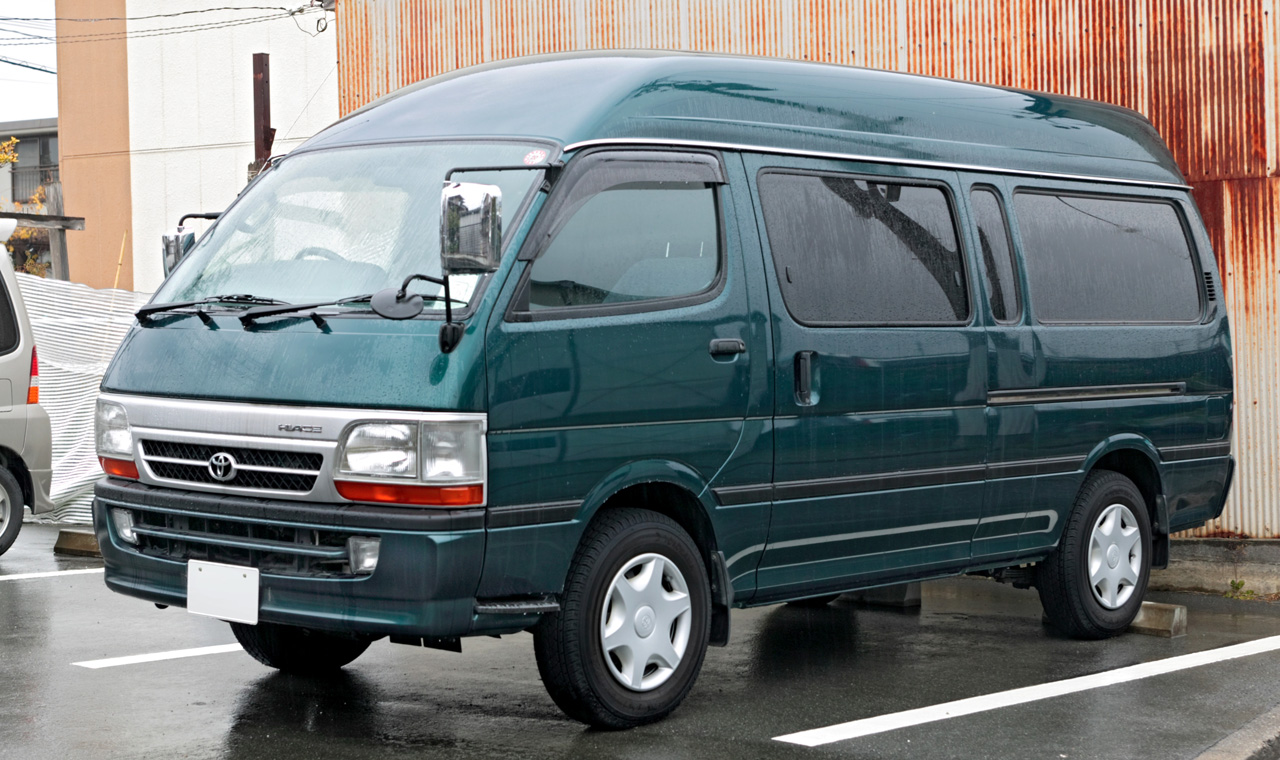
バン スーパーロング スーパーGL-E 後期モデル （2001年～2004年）
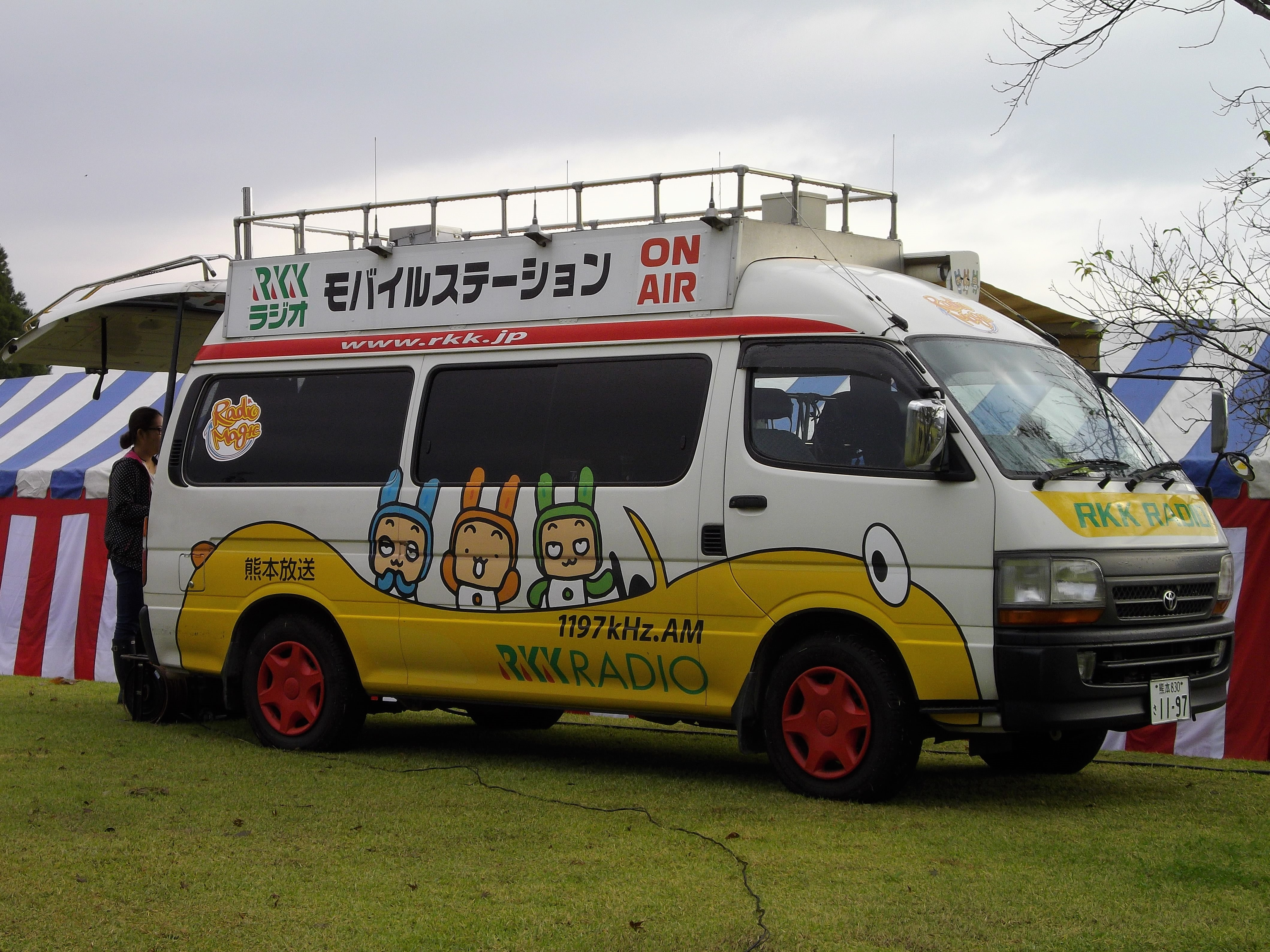
バン スーパーロング後期モデルベースのラジオカー（熊本放送）

## セミボンネット型ハイエース（グランビア）XH10系

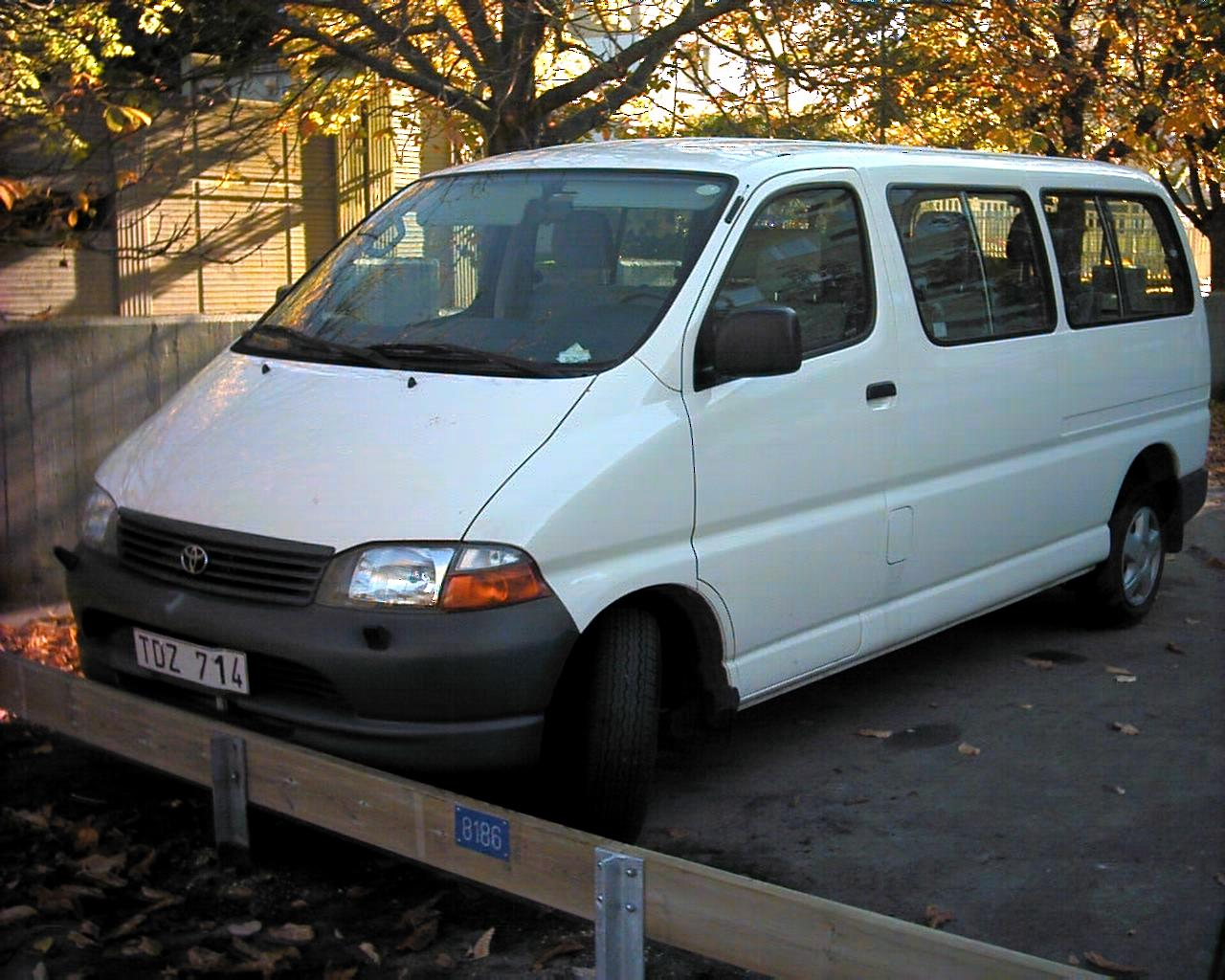
バン
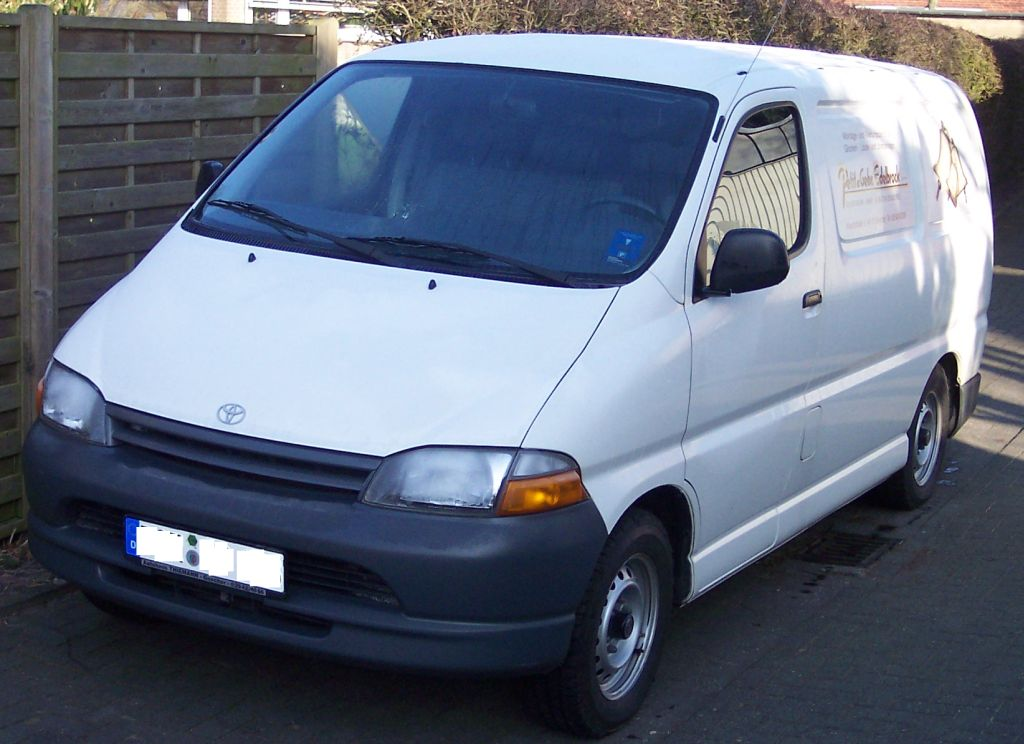
ブラインドバン
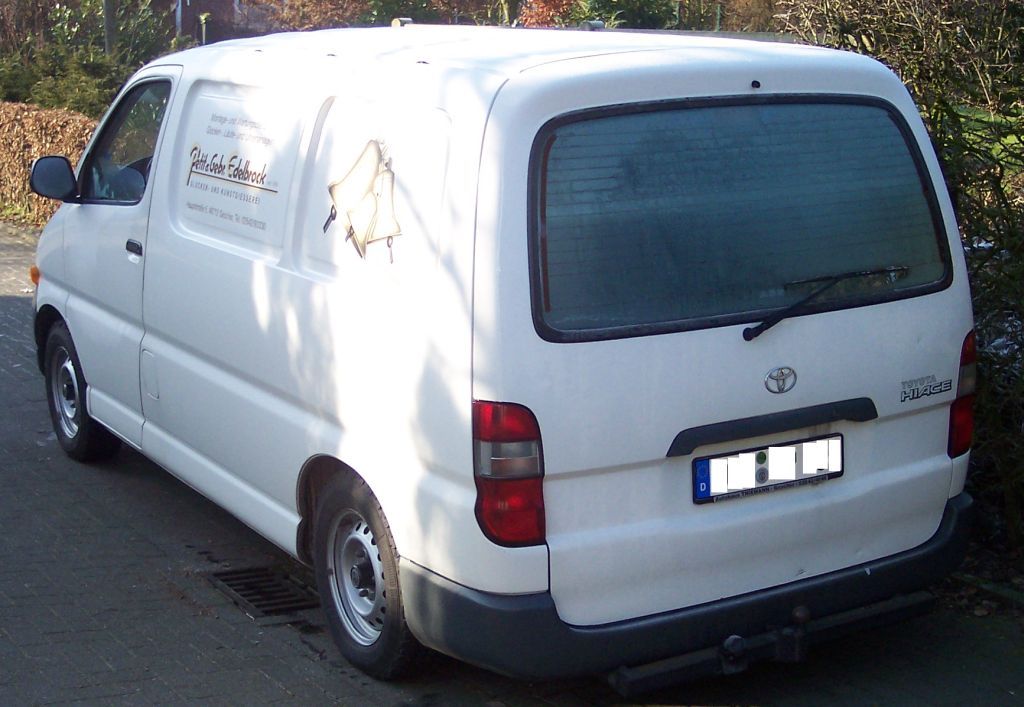
ブラインドバン（リア）
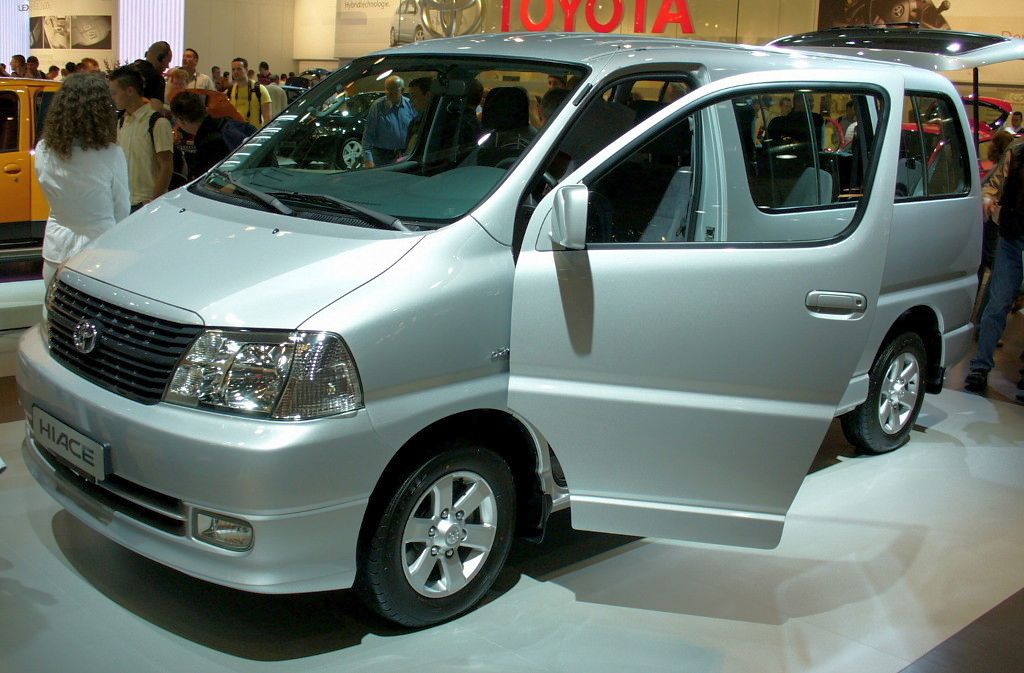
2007年モデル

欧州でのハイエースは、1995年からグランビアを簡素化したものに切り替わり、従来のキャブオーバータイプは「トヨタ・ハイクラス」と改称された。ロングボディも存在する。
台湾では国瑞汽車を通じて、欧州向けをベースに「ハイエース ソレミオ (HIACE SOLEMIO)」の名称で、1997年 - 2008年までフェイスリフトせずに同市場で生産・販売した。
1997年5月8日
欧州仕様ハイエースロングボディをベースにした高規格救急車ハイメディックが発売された。
1997年8月17日
トヨタ救急車を発売するとともに、高規格救急車「ハイメディック」を一部改良し、販売を開始した。静かにドアを閉めることが可能なイージークローザーをバックドアに加え、スライドドアにもオプションで設定。排気管の横出しにより、救急活動時の排ガス影響を軽減した。
2006年4月26日
ハイメディック・2B型救急車の生産を終了する。後継はハイエース(スーパーロング+両側スライドドアの設定がある日本国外への輸出用200系)がベース車両となる。
2009年5月28日
英国トヨタは商用車の『ハイエース』の09年モデルを発表した。
09年モデルでは新デザインのフロントグリルが採用され、グランビア後期型のものにエンブレムはトヨタのCIを用いる。従来どおりショート/ロングの2ボディが選べ、エンジンは2.5リットル直4ディーゼル「D4-D」（95/117ps）を搭載。
内装はシートやドアトリムをグレードアップ。遮音材を追加するなどの改良により、NVHの低減も図られた。エアコンが全グレードに標準装備され、UVカットガラスが導入された。英国での価格は1万4100ポンド（約217万円）からとなっている。
2011年10月28日
2012年から欧州連合 (EU) で自動車環境規制が強化されること及び 円高により欧州戦略が曲がり角を迎えたことを受け、販売継続が困難と判断したため欧州向けハイエースの生産は終了となった。実質的後継車は2013年よりPSAプジョー・シトロエンからOEM供給（プジョー・エキスパート、シトロエン・ジャンピーのバッジエンジニアリング）されるプロエースとなる。2016年より発売の2代目モデルはPSAプジョー・シトロエンとトヨタの共同開発となっている。
- バン
- ブラインドバン
- ブラインドバン（リア）
- 2007年モデル

## 5代目 H200系（2004年 - ）

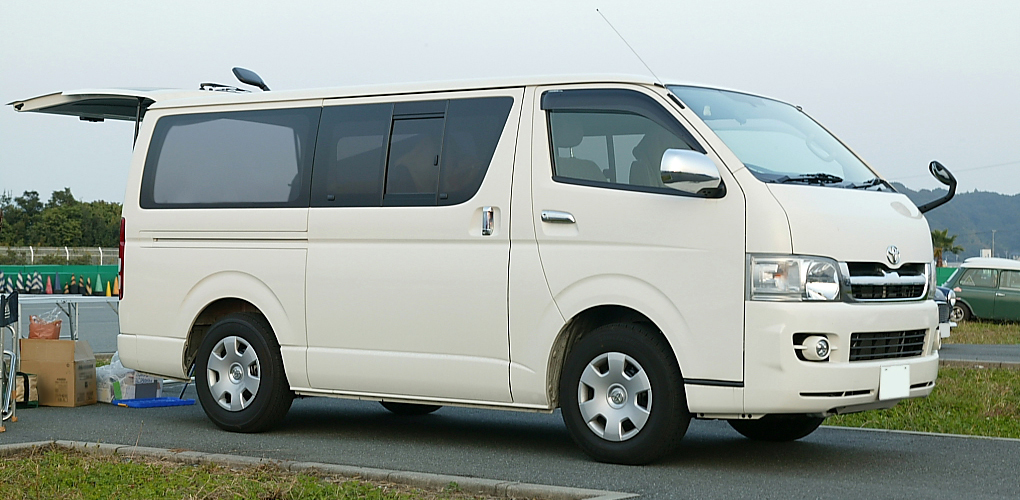
ロングバン スーパーGL 標準ルーフ（200系1型）

2004年8月23日、15年ぶりにフルモデルチェンジ。2025年現在5代目モデルは歴代で最も息の長いロングセラーとなっている。ワゴンのスーパーカスタム系はアルファードに統合のうえ廃止。ボディは、
ロング・標準幅・標準ルーフ（バンDX、スーパーGL）
ロング・標準幅・ハイルーフ（バンDX）
ロング・ワイドボディ・ミドルルーフ（ワゴンDX）
スーパーロング・ワイドボディ・ハイルーフ（バンDX、ワゴン　グランドキャビン、コミューターDX、コミューターGL、キャンパーベース車）
と整理され、標準尺は廃止された。この結果、従来の小型車枠（4/5ナンバー）から拡大して、積載スペースが広くなり居住性が向上した。
2013年11月27日のマイナーチェンジでデザインが変更され、2015年9月29日には2015年度グッドデザイン・ロングライフデザイン賞を受賞した。

## 6代目 H300系 海外仕様（2019年 - ）
TNGAの設計思想に基づく新プラットフォームの導入によってセミボンネット化され、ボディタイプはショート・標準ルーフとロング・ハイルーフの2種類となる。仕様はバンの「コミューター」他に、17人乗りのマイクロバス仕様の「グランディア」や、快適装備と専用インテリア、LEDデイタイムランニングランプ・フォグランプ内蔵カラードバンパーが採用された13人乗りの「グランディア・ツアラー」が用意される。
エンジンには、2.8 L 直4ディーゼルの1GD型と3.5 L V6ガソリンの7GR型が設定され、先進安全技術は5代目モデル（2017年11月改良モデル）同様に「Toyota Safety Sense」が採用されている。
2019年2月18日
フィリピンにおいて、海外向けの新シリーズが世界初披露された。
フィリピンでの2019年5月5日の発売を皮切りに、翌年にかけ、新興国を中心とした国・地域に導入される。日本国内は、交通インフラ、自動車保険、高速道路料金などの関係から4ナンバー車中心の市場であるため、5代目モデル（H200系）が継続販売される。高級モデルのグランディアは日本ではグランエースの車名で同年11月25日に発表され、同年12月16日より発売される。フロントフェイスが変更され、乗車定員が6人または8人になるなど、「グランディア」とは仕様が異なる。
2019年5月21日
「ハイエース GLグランディア」を追加。外観はマジェスティなどの豪華な派生車とは異なり、通常のハイエース寄りのシンプルなものとなる。6人乗りと9人乗りの二つの仕様を用意している。
2022年6月10日
同年5月31日に双葉町・浪江町・イオン東北との間で締結した「特定復興再生拠点区域等における水素燃料電池自動車を活用した移動販売事業に関する基本協定」に基づき、本モデルをベースにした水素燃料電池車をイオン東北が運営するイオン浪江店へ移動販売車として導入。水素を燃料とした移動販売車は世界初となる。
2022年8月16日
一部改良。オーストラリア向けにバックドアを、左6:右4の非対称観音開きとした「バーンドア」グレードを追加。6MTを除くロングとスーパーロングの商用モデルに設定。

## 車名の由来
- 語源は「トヨエース」に由来し、英語で「高級な」「より優れた」という意味の「High」と「Ace」の合成語[15]。

## 製造工場
- トヨタ車体いなべ工場（三重県いなべ市）
- 岐阜車体工業（岐阜県各務原市）
- タイオートワークスサムロン工場（ タイサムットプラーカーン県ムアン郡）

## 2020年4月までの取り扱い販売店
- トヨペット店

東京都は以前は東京トヨペットと東京トヨタの併売であったが、2019年4月1日に販売チャネル制度を廃止しており、全ての販売店（トヨタ直営ディーラーを統合したトヨタモビリティ東京、カローラ店系列のトヨタ西東京カローラ、ネッツ店系列のネッツトヨタ多摩とネッツトヨタ東都）で取り扱っている。千葉県はネッツトヨタ東都が2019年4月1日より姉妹車のレジアスエースに代わって取扱を開始したのに伴い、千葉トヨペットとネッツトヨタ東都の併売となった。大阪府は2006年8月8日より大阪トヨタで取扱っていた。
- ビスタ店（現ネッツ店。1980年～1999年7月）

ディーラー網開始からトヨペット店との併売であったが、1999年に完全にトヨペット店の専売に移行したため、ビスタ店の取扱を打ち切り。バンは姉妹車のレジアスエースに換わった。
- ビスタ店がなく、1979年9月までトヨペット店がなかった沖縄県では、1979年9月までは沖縄トヨタが取り扱っていた他（2020年5月に沖縄トヨタによる取り扱いが再開）、1979年10月からの取り扱い販売店となった沖縄トヨペットではハイエースとレジアスエースの双方を取り扱っていた。

なお、カローラ店・ネッツ店の一部店舗、ならびに2020年4月に開業した東かがわトヨタ自動車販売では、同年5月以降もコミューターは取り扱わない。

## 派生車種
- トヨタ・グランビア/トヨタ・レジアス/トヨタ・グランドハイエース/トヨタ・ツーリングハイエース/トヨタ・グランエース
- トヨタ・レジアスエース
- トヨタ・アルファード/トヨタ・ヴェルファイア